# Njagan
Njagan (russisch Ня́гань) ist eine Stadt mit 54.890 Einwohnern (Stand 14. Oktober 2010) im Autonomen Kreis der Chanten und Mansen/Jugra innerhalb der Oblast Tjumen in Westsibirien, Russland. Sie liegt rund 230 km Luftlinie nördlich der Kreishauptstadt Chanty-Mansijsk und 565 km nördlich der Gebietshauptstadt Tjumen.

## Geschichte
Die heutige Stadt ging aus einer 1965 gegründeten Arbeitersiedlung eines Holzverarbeitungsbetriebes hervor. Der Name des Ortes stammte vom Namen des nahen Flusses Njagan-Jugan ab, was in der Sprache der Chanten und der Mansen „großer Fluss“ bedeutet. 1967 wurde eine Eisenbahnlinie zur Siedlung verlegt, um den Holztransport von hier in andere russische Regionen zu ermöglichen.
Ende der 1970er-Jahre begann in der Nähe Njagans die Erdölförderung. Aus diesem Grund wuchs die Bevölkerung der Siedlung bis in die 1980er-Jahre auf über 50.000 Einwohner. Am 15. August 1985 erhielt Njagan daher den Stadtstatus.

### Bevölkerungsentwicklung
| Jahr | Einwohner |
| ---- | --------- |
| 1979 | 4.622     |
| 1989 | 54.061    |
| 2002 | 52.610    |
| 2010 | 54.890    |

Anmerkung: Volkszählungsdaten

## Wirtschaft und Verkehr
Die Ölförderung in Njagan beträgt mit dem Stand von 2006 etwa sechs Millionen Tonnen jährlich und wird von der Firma TNK-Njagan, einem Tochterunternehmen des russisch-britischen Konzerns TNK-BP, betrieben. Weiterhin gibt es in Njagan eine Ölraffinerie und einen städtischen Holzverarbeitungsbetrieb. Mit anderen Regionen Russlands ist Njagan durch eine Landstraße nach Chanty-Mansijsk, eine Eisenbahnstrecke sowie einen kleinen Flughafen verbunden.

## Bildergalerie

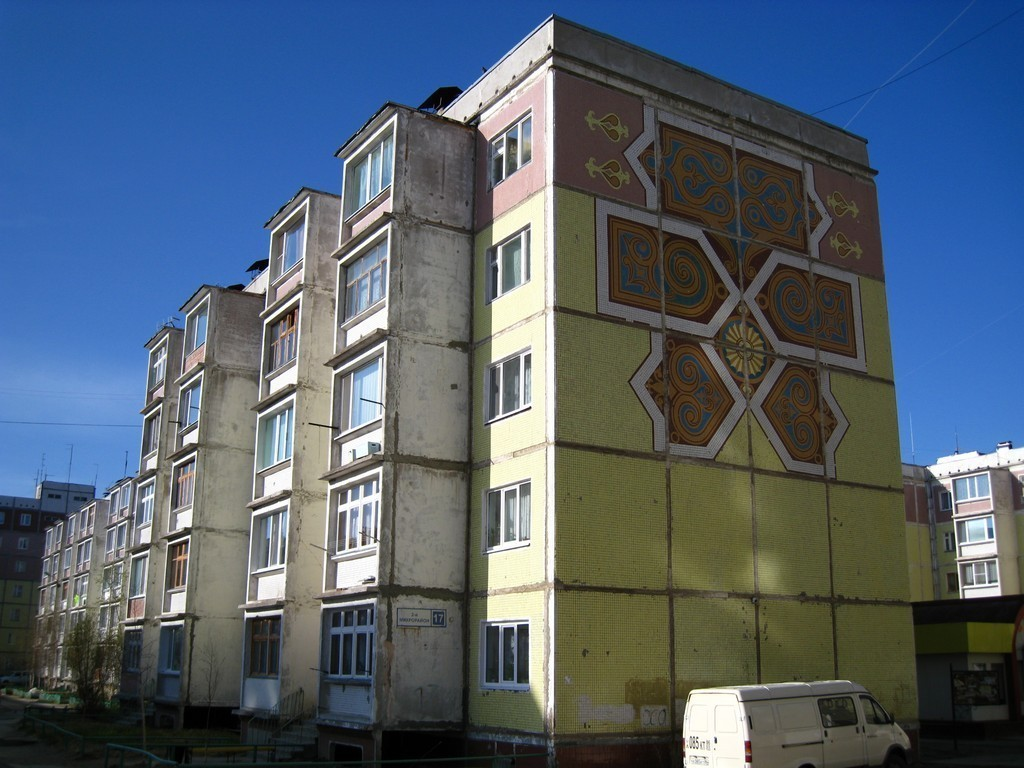
Wohnhaus (2008)
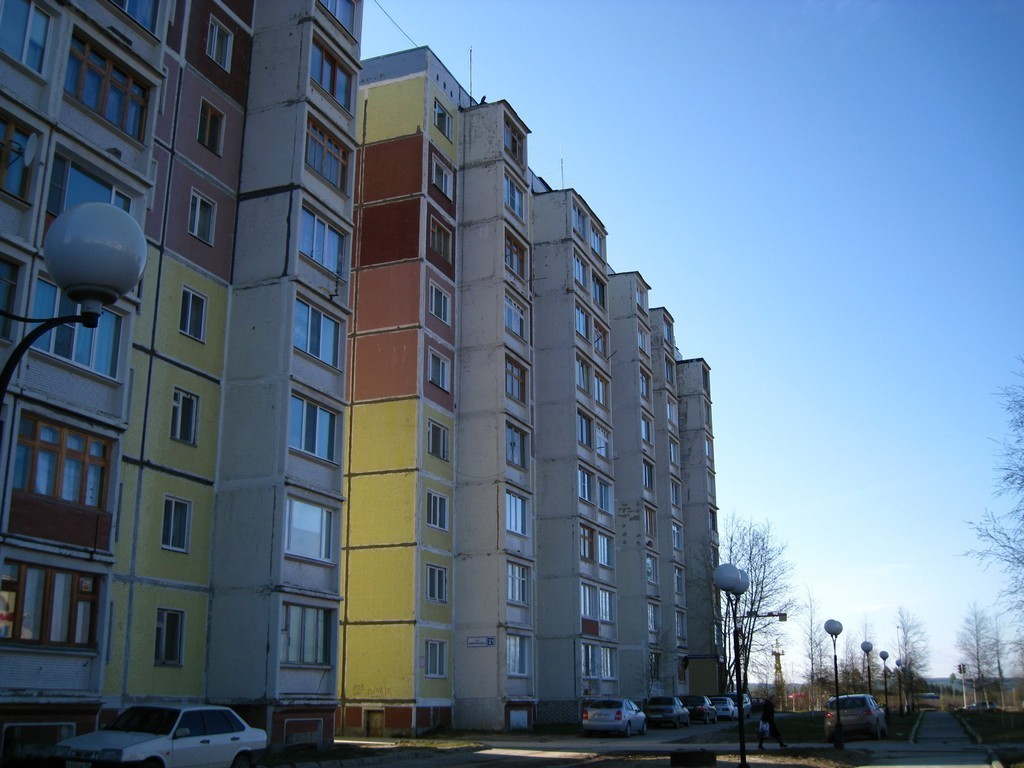
Wohnhaus (2008)
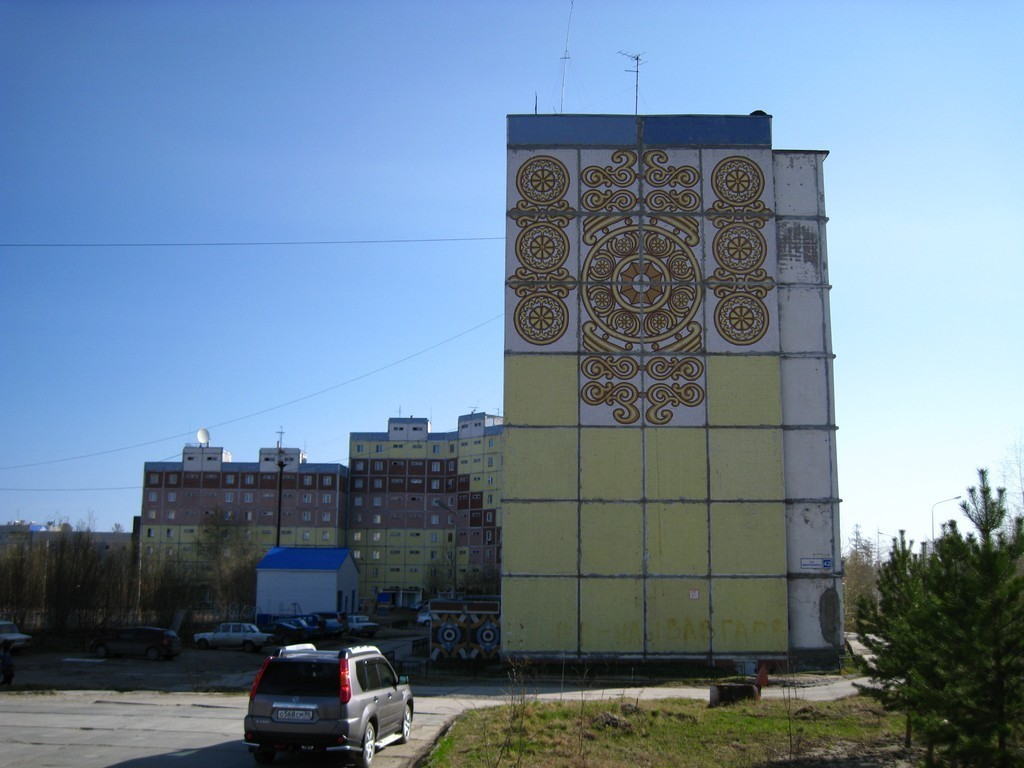
Wohnhaus (2008)

## Söhne und Töchter der Stadt
- Marija Scharapowa (* 1987), Tennisspielerin